# ブラックタイアフェアー
ブラックタイアフェアー (Black Tie Affair) は、アイルランド生産、アメリカ合衆国調教の競走馬。1991年のブリーダーズカップ・クラシックを制し、同年のエクリプス賞年度代表馬および最優秀古牡馬に選出された。半弟にフランスG2ギョーム・ドルナーノ賞の優勝馬グレートパーム（父マニラ）がいる。

## 戦績
デビューからしばらくはスプリント〜マイル路線を進んでいたが、4歳を終えるまでにG3を1勝しかしておらず、一介の下級重賞馬に過ぎなかった。古馬となってもG3では好走するがG1では大敗というレースが続いていたが、秋に行われたブリーダーズカップ・スプリントで10番人気ながら、セイフリーケプトとデイジュールの激しい競り合いの後方で3着に入った。その1ヶ月後、短距離戦から一転して出走した距離10ハロンのG2バドワイザーゴールドカップで優勝し、中距離への適性を見せた。
5歳になってしばらくは短距離戦を走っていたが、夏前から中距離戦を主戦場とすると連勝を始め、G2スティーヴンフォスターハンデキャップから数えて4連勝目のフィリップ・H・アイズリンブリーダーズカップハンデキャップで、デビューから43戦目にしてG1競走に優勝。さらにその次も連勝し、迎えたブリーダーズカップ・クラシックでは2番人気に推され、ジョッキークラブゴールドカップを制して来た1番人気フェスティン、前年の優勝馬アンブライドルドらを破り、6連勝でアメリカ競馬の頂点に立った。デビュー45戦目でのブリーダーズカップ・クラシック制覇は史上最も遅い記録だった。翌年1月にエクリプス賞で年度代表馬と最優秀古牡馬の受賞が発表され、ブラックタイアフェアーはこれをもって競走馬を引退し、種牡馬となった。

### 馬齢別競走成績
- 2歳-8戦3勝
- 3歳-16戦4勝（フェリダンハンデキャップ・G3）
- 4歳-11戦4勝（ホーソーンゴールドカップ・G2、コモンウェルスブリーダーズカップ・G3、エクイポイズマイルハンデキャップ・G3）
- 5歳-10戦7勝（ブリーダーズカップクラシック・G1、フィリップH.アイズリンハンデキャップ・G1、ミシガン1&1/8マイルハンデキャップ・G2、ワシントンパークハンデキャップ・G2）

## 引退後
種牡馬となっては、初年度産駒からG1競走2勝のフォーマルゴールドを送り出し、さらに2年目産駒の中から日本に輸入されたワシントンカラーも短距離の重賞路線で活躍を見せた。この活躍を受けて1998年にブラックタイアフェアー自身も日本に輸入され、北海道のイーストスタッドに繋養された。初年度は150頭近い種付け頭数を確保したが、産駒の成績が上がらず2004年にアメリカに再輸出された。その後2002年に生まれたフジノウェーブが2007年のJBCスプリントに優勝している。2009年7月に種牡馬引退、その後はケンタッキー州ジョージタウンのオールドフレンズに移動し余生を送っていたが、蹄葉炎のため2010年7月1日に安楽死された。

### 主な産駒
- Formal Gold（1993年産 ドンハンデキャップ・G1、ウッドワードステークス・G1など重賞4勝）
- ワシントンカラー（1994年産 根岸ステークス連覇、クリスタルカップ、ガーネットステークス）
- Lisence Fee（1995年産 ビューゲイハンデキャップ・G3、ギャロレッテハンデキャップ・G3など重賞4勝）
- Evening Attire（1998年産 ジョッキークラブゴールドカップステークス）
- グレイスアッパー（1999年産 北日本新聞杯、ほくてつニューイヤーカップ）
- サンキョウフェアー（1999年産 オータムスプリントカップ）
- オリジナルステップ（2000年産 黒潮菊花賞、珊瑚冠賞、サラ系最多勝記録45勝）
- レイナワルツ（2000年産 東海菊花賞、名古屋記念3連覇、東海桜花賞）
- フジノウェーブ（2002年産 JBCスプリント、東京盃、東京スプリング盃4連覇）
- ジョインアゲン（2002年産 黒潮マイルチャンピオンシップ連覇）
- ナリタブラック（2002年産 福山大賞典）
- ホリエモン（ライブドア元代表取締役社長堀江貴文の所有馬）
- アプローチアゲン（2004年産 二十四万石賞）

### ブルードメアサイアーとしての主な産駒
- Mastercraftsman（2006年産 アイリッシュ2000ギニー・G1、セントジェームズパレスステークス・G1など重賞6勝）

## 血統表
| ブラックタイアフェアーの血統 | ブラックタイアフェアーの血統       | ブラックタイアフェアーの血統 | （血統表の出典）         | （血統表の出典） |
| 父系                         | ミスタープロスペクター系           | ミスタープロスペクター系     | ミスタープロスペクター系 | [ § 2 ]          |
| 父 Miswaki 1978 栗毛         | 父の父Mr. Prospector 1970 鹿毛     | Raise a Native               | Native Dancer            | Native Dancer    |
| 父 Miswaki 1978 栗毛         | 父の父Mr. Prospector 1970 鹿毛     | Raise a Native               | Raise You                |                  |
| 父 Miswaki 1978 栗毛         | 父の父Mr. Prospector 1970 鹿毛     | Gold Digger                  | Nashua                   | Nashua           |
| 父 Miswaki 1978 栗毛         | 父の父Mr. Prospector 1970 鹿毛     | Gold Digger                  | Sequence                 |                  |
| 父 Miswaki 1978 栗毛         | 父の母Hopespringseternal 1971 栗毛 | Buckpasser                   | Tom Fool                 | Tom Fool         |
| 父 Miswaki 1978 栗毛         | 父の母Hopespringseternal 1971 栗毛 | Buckpasser                   | Busanda                  |                  |
| 父 Miswaki 1978 栗毛         | 父の母Hopespringseternal 1971 栗毛 | Rose Bower                   | Princequillo             | Princequillo     |
| 父 Miswaki 1978 栗毛         | 父の母Hopespringseternal 1971 栗毛 | Rose Bower                   | Lea Lane                 |                  |
| 母 Hat Tab Girl 1979 芦毛    | 母の父Al Hattab 1966 芦毛          | The Axe                      | Mahmoud                  | Mahmoud          |
| 母 Hat Tab Girl 1979 芦毛    | 母の父Al Hattab 1966 芦毛          | The Axe                      | Blackball                |                  |
| 母 Hat Tab Girl 1979 芦毛    | 母の父Al Hattab 1966 芦毛          | Abyssinia                    | Abernant                 | Abernant         |
| 母 Hat Tab Girl 1979 芦毛    | 母の父Al Hattab 1966 芦毛          | Abyssinia                    | Serengeti                |                  |
| 母 Hat Tab Girl 1979 芦毛    | 母の母Desperate Action 1971 栗毛   | Bold Commander               | Bold Ruler               | Bold Ruler       |
| 母 Hat Tab Girl 1979 芦毛    | 母の母Desperate Action 1971 栗毛   | Bold Commander               | High Voltage             |                  |
| 母 Hat Tab Girl 1979 芦毛    | 母の母Desperate Action 1971 栗毛   | Crafty Alice                 | Crafty Admiral           | Crafty Admiral   |
| 母 Hat Tab Girl 1979 芦毛    | 母の母Desperate Action 1971 栗毛   | Crafty Alice                 | Thelma Berger            |                  |
| 母系(F-No.)                  | 9号族(FN:9-f)                      | 9号族(FN:9-f)                | 9号族(FN:9-f)            | [ § 3 ]          |
| 5代内の近親交配              | Nasrullah 5×5×5                    | Nasrullah 5×5×5              | Nasrullah 5×5×5          | [ § 4 ]          |
| 出典                         | 1. 2. 3. 4.                        | 1. 2. 3. 4.                  | 1. 2. 3. 4.              | 1. 2. 3. 4.      |